# مشروع الساحرة بلير (فلم)
مشروع الساحرة بلير (بالإنجليزية: The Blair Witch Project) هو من الأفلام الأمريكية التي لاقت رواجا كبيراً منذ ظهوره عام 1999.

## مسار القصة
يحكي قصة ثلاثة طلاب سينما توجهوا إلى إحدى غابات ماريلاند في الولايات المتحدة الأمريكية لعمل فيلم وثائقي عن ساحرة تدعى بلير تعذب الأطفال، إلا أنهم اختفوا وضاع أثرهم بعد سلسلة من التجارب المرعبة. والفيلم هو ما تم العثور عليه من أشرطة صورتها عدسات الطلاب بعد مرور عام على اختفائهم، وفي نهاية الفيلم تظهر عدسة الكاميرا وهي تصور أحد الأطفال مقابل للجدار وهذا ما ذكر في بداية الفيلم ان الساحرة كانت تعذب ضحاياها بهذه الطريقة < غير صحيح بخصوص ان نهاية الفلم كان مايك واقف وينظر للجدار وماكان طفل مثل ماتقول 

## الإنتاج
يعد (مشروع الساحرة بلير) من الأفلام الفقيرة حيث أن تكلفة إنتاجه لم تتجاوز 22 ألف دولار ومصور بكاميرات فيديو من النوع المتداول في سوق المستهلكين العاديين، لكن ما حققه من أرباح يتجاوز أرباح العديد من الأفلام التي تقدر ميزانيتها بملايين الدولارات.

## وصلات خارجية
- الموقع الرسمي
- Woods Movie - The Making of The Blair Witch Project
- مقالات تستعمل روابط فنية بلا صلة مع ويكي بيانات